# Nea Propontida
Nea Propontida (griego: Νέα Προποντίδα, que significa "Nueva Propóntide") es un municipio de la República Helénica perteneciente a la unidad periférica de Calcídica de la periferia de Macedonia Central. Su capital es la villa de Nea Moudaniá.
El municipio se formó en 2011 mediante la fusión de los antiguos municipios de Kallikrateia, Moudania y Triglia, que pasaron a ser unidades municipales. El municipio tiene un área de 372,3 km².
En 2011 el municipio tiene 36 500 habitantes. La unidad municipal más poblada es Moudaniá, con 19 067 habitantes.
La carretera 25 conecta el municipio con Tesalónica.